# Barnum-uttalande
Barnumuttalande, eller Forer-effekt, är ett allmängiltigt och vagt uttalande som därför passar in på vem eller vad som helst. Den som vill och anstränger sig får det att bli till en sanning, även om det är omedvetet. Astrologi är ett område som typiskt förknippas med Barnumuttalanden: Det stämmer, antingen för att det faktiskt stämmer in på de flesta eller för att den spådda vill att det ska stämma.
Barnum-uttalande har fått sitt namn efter underhållaren och cirkusdirektören P.T. Barnum som utnyttjade fenomenet för att dupera och imponera på sin publik. Det kallas även Forereffekt efter psykologen Bertram Forer som prövade horoskop på sina elever i slutet av 1940-talet. Även när samtliga fick samma horoskop upplevde eleverna att de stämde.